# Arnes
Arnes è un comune spagnolo di 494 abitanti situato nella comunità autonoma della Catalogna.

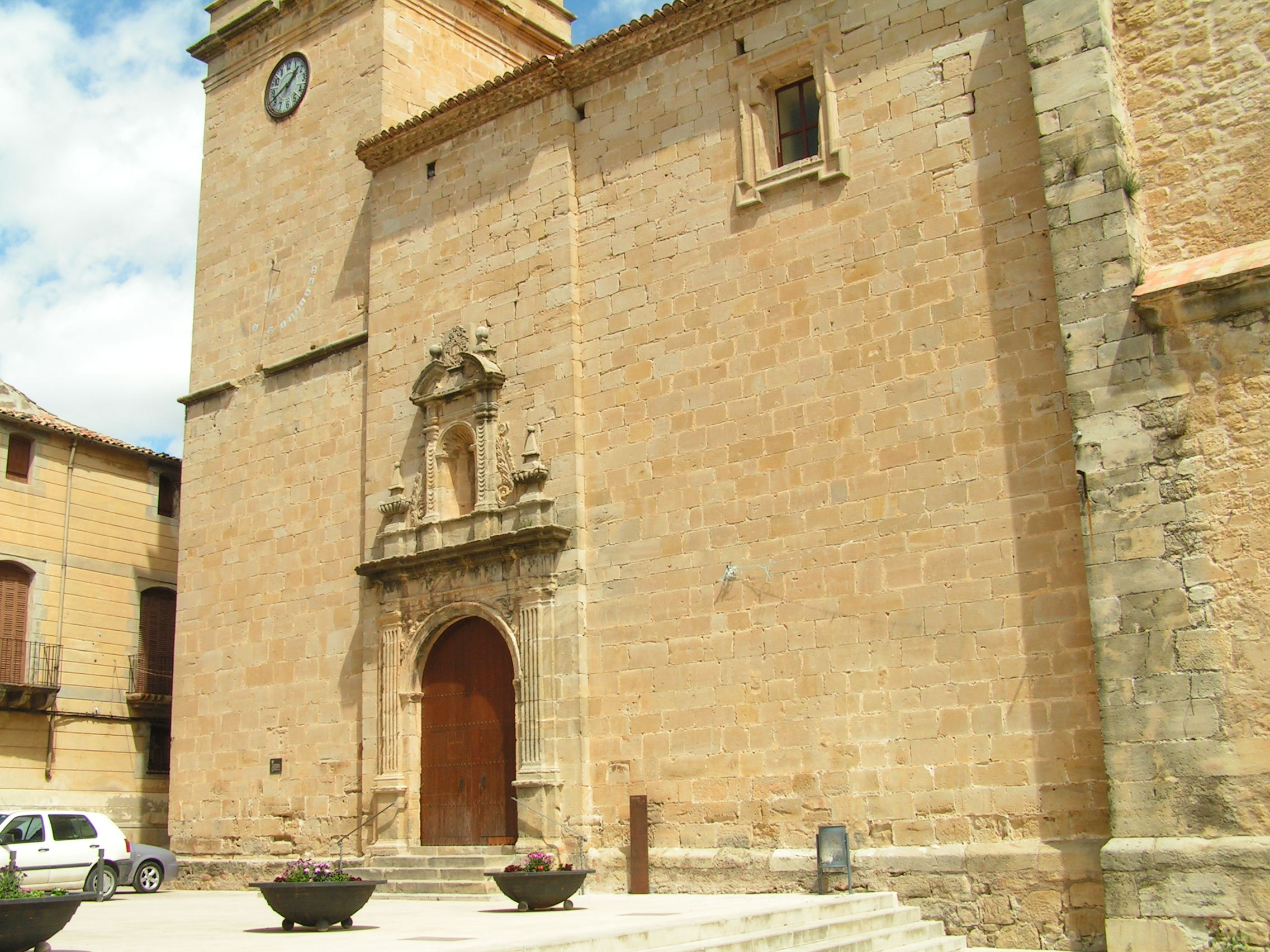
La chiesa

## Stemma
Lo stemma del comune è descritto come scudo a losanga: di rosso, a 2 arnie d'oro poste in fascia, accompagnate nel capo da una croce di Malta d'argento. Timbro: corona murata di città.